# پلی‌وینیل کلراید
پلی‌وینیل کلراید (به انگلیسی: Polyvinyl chloride) یا پی‌وی‌سی (PVC) نوعی پلاستیک بسیار پرکاربرد است که در حال حاضر یکی از ارزشمندترین محصولات صنعت پتروشیمی است. به‌طور عمومی بیشتر از ۵۰٪ از پی‌وی‌سی ساخت بشر در ساختمان‌سازی استفاده می‌شود؛ زیرا پی‌وی‌سی ارزان بوده و به سادگی سرهم‌بندی می‌شود. در سال‌های اخیر پی‌وی‌سی جایگزین مواد ساختمان‌سازی سنتی نظیر چوب، سیمان و سفال در بسیاری از مناطق شده‌است. با وجود ظهور یک مادهٔ ایدئال در ساختمان‌سازی همچنان نگرانی در رابطه با هزینهٔ پی‌وی‌سی برای محیط زیست طبیعی و سلامتی انسان وجود دارد.
موارد استفادهٔ فراوانی برای پی‌وی‌سی شامل: وینیل سایدینگ، علامت مغناطیسی کارت‌ها، برش عمودی پنجره‌ها، صفحات گرامافون، لوله، لوله‌کشی، کانال و لوازم نصب‌کردنی، کیف‌های ارزان‌قیمت، پنجره‌های تاریک (بدون دید) و در شکل نرم آن برای لباس، اثاثیه یا لوازم داخلی نظیر پرده، کف‌سازی و ساختن سقف، پوستهٔ کابل‌های الکتریکی، توپ‌های بازی سبک‌وزن وجود دارد.
همچنین ماده‌ایست که اغلب برای لوله‌کشی آب و فاضلاب به علت ارزان بودن طبیعی و انعطاف‌پذیر بودن استفاده می‌شود.

## تاریخچه
پلی‌وینیل کلراید به‌طور اتفاقی در دو موقعیت کوچک در قرن ۱۹ کشف شد. نخستین بار در سال ۱۸۳۵ به‌وسیله هنری ویکتور رگنالت و در ۱۸۷۲ به‌وسیله اوگن بومان. در هر دو موقعیت پلیمر زمانی آشکار شد که جامد سفید رنگ داخل فلاسک وینیل کلراید در معرض نور آفتاب قرار گرفت.

## تکنیک‌های شکل‌دادن پی‌وی‌سی
مخلوط‌کن‌های پودری: مخلوط کردن مواد مختلف توسط این مخلوط‌کننده‌ها انجام می‌گیرد. البته باید توجه کرد که در مخلوط کردن پایدارکننده‌ها، روان‌کننده‌ها، پیگمنت‌ها و… که باید مقدار آن‌ها نسبتاً کم باشد امکان ایجاد اشکالات عملی وجود دارد.
دستگاه‌های ژلیفیکاسیون: معمولاً از نوع ماشین‌های تهیهٔ ورقه هستند.
دستگاه‌های فرم دادن: شامل یک یا چند پیچ مته‌ای گردان است.
کلندرها: جهت تهیهٔ ورقه‌های طویل از کائوچو و ترموپلاستیک‌ها رزین نرم شده را بین دو یا چند سیلندر عبور می‌دهند.
شکل‌دادن در فشار کم: قالب‌گیری به‌وسیله فشار و انژکسیون بسیار سریع و برای تهیه اشیا قالب‌گیری شده با ابعاد کم و متوسط به کار می‌رود.
قالب‌گیری به روش تزریقی، اکستروژن و شکل‌دادن حرارتی نیز از روش‌های دیگر هستند.

## آمایش (تدارک)
پلی‌وینیل کلراید به‌وسیلهٔ پلیمریزاسیون مونومر وینیل کلراید شکل می‌گیرد. تولید تجارتی قسمت اعظم پی‌وی‌سی عمدتاً از طریق بسپارش تعلیقی انجام می‌شود و از بسپارش‌های توده‌ای و امولسیونی به میزان کمتر و از بسپارش محلولی به ندرت استفاده می‌شود. پلی‌وینیل کلراید از بلورینگی ناچیزی برخوردار بوده اما به علت زنجیرهای حجیم بسپار (نتیجهٔ استخلاف بزرگ کلر) از استحکام و سختی برخوردار است. تی جی برای آن بالا و به میزان ۸۱ درجهٔ سانتی‌گراد است ولی میزان این تی جی آن‌قدر بالا نیست که فرایند با روش‌های گوناگون را دچار مشکل کند. در مقابل حرارت و نور نسبتاً ناپایدار بوده و هیدروژن کلرید از آن خارج می‌شود. این ماده اثرات زیان‌بخشی روی خواص اشیاء دم دست (اجزای الکتریکی) علاوه بر اثرات فیزیولوژیکی بر جای می‌گذارد. پی‌وی‌سی پلاستیکی سخت است که به‌وسیلهٔ اضافه کردن روان‌کننده‌ها نرم و انعطاف‌پذیر می‌شود. بیشترین مورد استفادهٔ آن فتالیت است.
پیش از قرن بیستم شیمیدان روسی ایوان استرا میسلنسکی و فریتز کلیت از کمپانی گریشم الکترون شیمی آلمان هر دو تلاش کردند تا پی‌وی‌سی را در محصولات تجاری به‌کار گیرند اما مشکلات در فرایند، سختی و گاهی شکنندگی پلیمر تلاش‌های آن‌ها را بی‌نتیجه می‌گذاشت. در سال ۱۹۲۶ والدو سیمون از بی‌اف گودریچ روشی برای نرم کردن پی‌وی‌سی به‌وسیلهٔ مخلوط کردن آن با افزودنی‌های گوناگون گسترش داد. نتیجه ماده‌ای انعطاف‌پذیر بود که به سادگی در فرایندها شرکت می‌کرد و به سرعت در استفاده‌های تجاری شایع شد.

## مونومر وینیل کلرید
اعتقاد بر این است که بیشتر محصولات وینیلی زمانی‌که به‌طور صحیح مصرف شوند عموماً بی‌ضررند هر چند تعدادی از افزودنی‌ها و نرم‌کننده‌ها از محصول وینیلی می‌توانند نشت کنند. حتی با وجود این‌که پی‌وی‌سی اسباب‌بازی‌های نرم برای نوزادان برای سال‌ها ساخته شده‌است، این نگرانی وجود دارد که این افزودنی‌ها از اسباب‌بازی‌های نرم به دهان کودکانی که آن را به دهان می‌برند نشت کند.
با وجود این‌که محصولات پی‌وی‌سی تولید شده‌اند یکی از بیشترین مواد سمی شیمیایی به نام دی‌اکسین را منتشر می‌کنند. محصولات پی‌وی‌سی زمانی‌که می‌سوزند یا دفن می‌شوند می‌توانند مضرانه نفوذ کنند. سوزاندن، تولید و آزادسازی مقدار زیادی دی‌اکسین است و اجزای تشکیل‌دهندهٔ کلرین که محیط زیست را می‌آلاید.
در ژانویهٔ ۲۰۰۶ اتحادیهٔ اروپا یک تحریم برای ۶ نوع فتالیت نرم‌کننده در اسباب‌بازی‌ها قرار داد. در سال ۲۰۰۳ کمیسیون امنیتی محصولات مصرفی آمریکا عریضه برای تحریم مشابه در ایالات متحده را انکار کرد. با وجود این در آمریکا بیشتر کمپانی‌ها به‌طور اختیاری اسباب‌بازی‌های ساخته شده با پی‌وی‌سی برای نوزادان را متوقف کردند.

## پلی‌وینیل کلراید سخت (U-PVC)
مواد اولیه اصلی تشکیل دهنده پلی‌وینیل کلراید سخت، سه ماده نفت خام، اتیلن و همچنین نمک کلر می باشد. اما برای بهبود کیفیت نهایی محصول تولید شده، مواد شیمیایی دیگری از روان کننده ها، ضد احتراق ها و… به آن افزوده می‌شوند.
همچنین محصولات فرعی وجود دارد که پروفیل‌های اکسترود شده بر پایهٔ پلی‌وینیل کلراید سخت (یو پی‌وی‌سی) با مقاومت ضربهٔ بالا و سطح خارجی سفید هستند و در ساخت در و پنجره‌هایی که در دیوارهٔ خارجی ساختمان به‌کار می‌روند، استفاده می‌گردند. 
پروفیل‌ها می‌توانند کاملاً از مواد خام ساخته شده باشند یا دارای یک هسته از ضایعات یا مواد بازیافتی باشند که این هسته می‌تواند توسط پی‌وی‌سی سخت و به‌وسیلهٔ کواکستروژن پوشش داده شده باشد.

## محصولات PVC
PVC یا پلی وینیل کلراید، یکی از پرکاربردترین پلاستیک های جهان است که در صنایع مختلفی از جمله ساخت و ساز، پزشکی، بسته بندی و بسیاری دیگر استفاده می شود. این ماده به دلیل خواص منحصر به فردی مانند مقاومت در برابر حرارت، رطوبت و مواد شیمیایی، دوام بالا و قیمت مناسب، بسیار محبوب است. در این مقاله، به بررسی انواع محصولات PVC، کاربردها و مزایای آنها خواهیم پرداخت.

### انواع محصولات PVC
محصولات PVC به دو دسته اصلی تقسیم می شوند:
- PVC سخت: این نوع PVC دارای استحکام بالا، مقاومت در برابر ضربه و حرارت و همچنین مقاومت شیمیایی بالایی است. از PVC سخت در تولید لوله PVC پی‌وی‌سی، اتصالات، پنجره ها، درها، کفپوش ها، مبلمان و بسیاری دیگر از محصولات استفاده می شود.
- PVC نرم: این نوع PVC انعطاف پذیرتر و نرم تر از PVC سخت است. از PVC نرم در تولید کابل های برق، لوله های آب، پوشش کف، اسباب بازی، لباس های ضد آب و بسیاری دیگر از محصولات استفاده می شود.

## کارت‌های پی‌وی‌سی
کارت‌های پی‌وی‌سی کارت‌هایی هستند که از پلاستیک فشرده تهیه شده و یکی از محصولات صنعت پتروشیمی هستند و مقاومت آن‌ها در مقابل گرما و سرما در مقایسه با کارت‌های کاغذی بسیار بالاتر بوده و دوام و ماندگاری آن نیز به دلیل نوع مواد به کار رفته در آن‌ها بیشتر است و بر اثر فشار یا ضربه آسیب نمی‌بینند. این امکان وجود دارد که در آن‌ها از تراشه و حافظه‌های بسیار ظریف و کوچک استفاده شود؛ بنابراین می‌تواند جهت ذخیرهٔ داده‌ها و تشخیص هویت و برای ارائهٔ انواع خدمات، مورد استفاده قرار گیرد. ضمن این‌که در تهیهٔ آن‌ها از کاغذ استفاده نمی‌شود و این نوعی همزیستی با محیط زیست و طبیعت می‌باشد.

### عوامل و مزایای استفاده از کارت‌های پی‌وی‌سی
در دنیای امروز کارت‌های پی‌وی‌سی کاربرد زیادی در زندگی روزانهٔ مردم دارند؛ زیرا این کارت‌ها برای خرید، عبور و مرور، حمل و نقل عمومی (مترو یا اتوبوس)، بانک و … مورد استفاده قرار می‌گیرند.
کارت‌های پی‌وی‌سی جنس مقاوم و قابل انعطافی دارند و به دلیل ماندگاری زیادی که دارند می‌توانند برای چاپ کارت‌های هوشمند و کارت بانکی و اعتباری و همچنین برای چاپ کارت پرسنلی و شناسایی مورد استفاده قرار بگیرند. از دیگر مزایای کارت‌های پی‌وی‌سی می‌توان به قابلیت ضدآب بودن آن اشاره کرد که در برابر رطوبت نیز مقاوم هستند؛ و همچنین پلاستیک مورد استفاده در تولید و چاپ کارت پی‌وی‌سی امکان بازیافت و استفادهٔ دوباره را دارد و به این ترتیب با استفاده از کارت‌های پی‌وی‌سی به جای کاغذ و مقوا از آسیب به محیط زیست هم پیشگیری می‌شود.

### ابعاد کارت پی‌وی‌سی
کارت پی‌وی‌سی عمدتاً به کارت‌هایی که از نظر ابعاد، ۸٫۶ * ۵٫۴ هستند و از نظر متریال سطح کارت بتوان روی آن چاپ زد در بازارهای جهانی به کارت پی‌وی‌سی معروف هستند.